# 大阪府立東高等学校
大阪府立東高等学校（おおさかふりつ ひがし こうとうがっこう）は、大阪府大阪市都島区にある公立高等学校。

## 概要

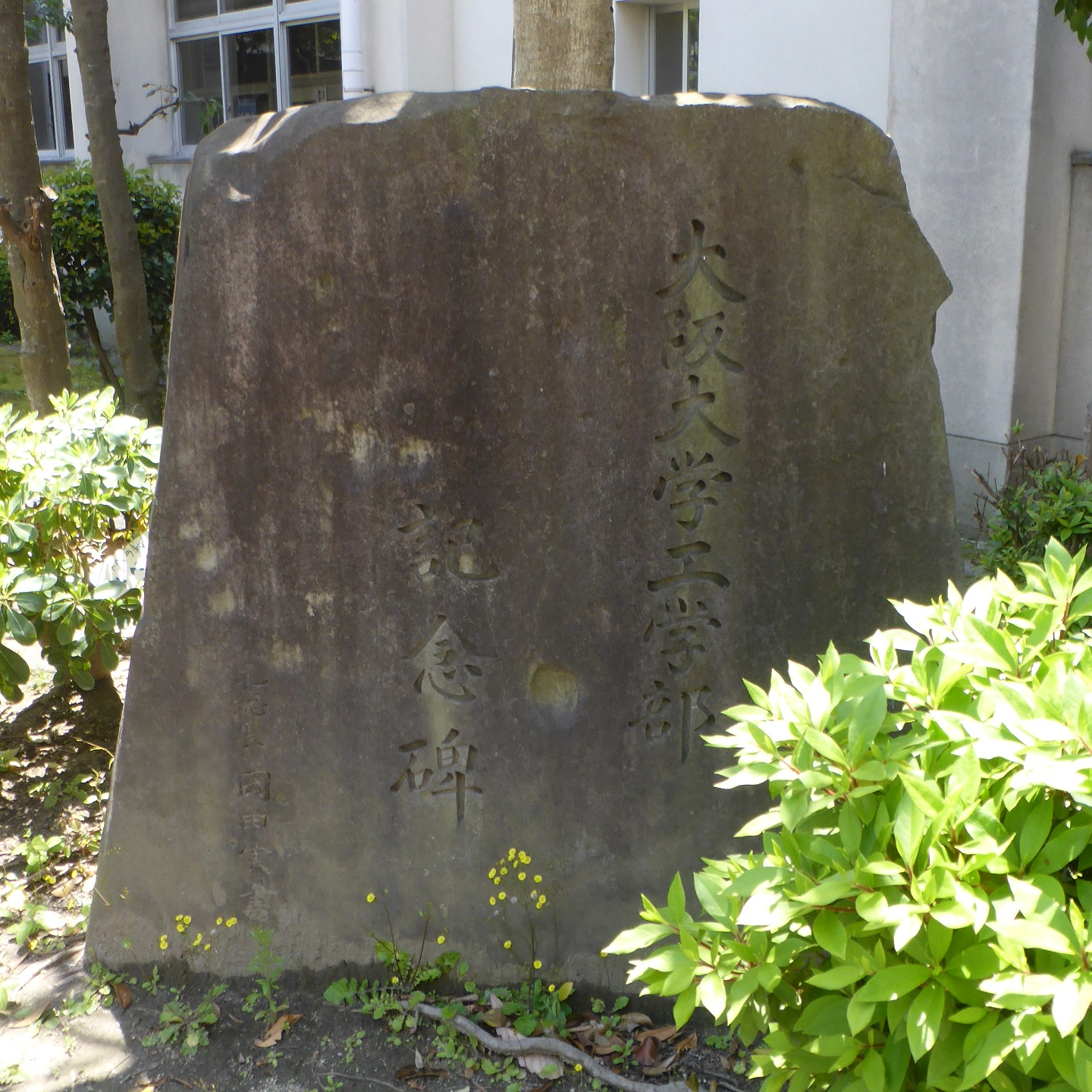
中庭に建つ『大阪大学工学部記念碑』

1923年に当時の東区が設置した女学校を前身とする。大阪市立東高等女学校を経て、学制改革により大阪市立東高等学校となった。2022年度に大阪府に移管され、大阪府立東高等学校に改称した。
普通科に加え、理数科・英語科を併置する全日制高等学校である。
かつては東区北久太郎町一丁目（現・中央区久太郎町一丁目）に所在していたが、1979年に旧・大阪大学工学部跡の現在地へ移転した。校内の中庭には阪大工学部跡地の碑がある。また、この敷地は阪大工学部（前身の大阪高等工業学校）となる以前は、関西鉄道網島駅（1913年廃止）の敷地としても使用されていた。
久太郎町の旧校地は現在中央区役所の敷地として使用されており、中央区役所には東高等学校および前身の東高等女学校跡地の記念碑が建てられている。

## 沿革

### 旧制学校
大阪市東区の区会の決議により、1923年4月に東区北久太郎町一丁目（現・中央区久太郎町一丁目）に東区女学校を設立した。東区では当時東区第一高等小学校・第二高等小学校の2つの高等小学校を運営していたが、いずれも1923年限りで廃止されることになり、その分の予算を女学校設置に振り分けられた。
東区女学校は当時、畑や水田・運動場・教室などからなる校外学習施設「陵南学園」を設置していた。陵南学園は現在の羽曳野市高鷲にあり、新制高等学校移行後の1980年まで使用された。
1926年には大阪市立高等東女学校に改称している。法令上は職業学校規定ながらも、高等女学校と同程度の普通学科を教授することに加え、また裁縫学校や家政女学校よりも高度な実業教育を実施することを目的とした。また当時、大阪府下の高等女学校では希望者が増加し入学難となっていた背景があったことで、入学難を緩和し進学希望者の受け皿となることも目的としていた。
1941年4月には東区の運営から離れて市直営の高等女学校に改編され、大阪市立東高等女学校となった。

### 新制高等学校の発足
1948年の学制改革により、全日制普通科高等学校の大阪市立東高等学校へ改編された。大阪市立汎愛高等学校（旧制汎愛中学校）と生徒を交換し、男女共学となった。
一方で大阪市では終戦直後、市立旧制中等学校について、学制改革に伴って暫定的に全学校を新制高等学校に移行させるが、戦災被害の影響などを考慮して適宜統廃合を進めて整理するとしていた。そのため近隣にあった船場高等女学校（船場高等学校）を東高等女学校（東高等学校）と同居させ、のち正式に合併している。一時「大阪市立東船場高等学校」と2校の校名を併称したこともあった。
1950年には当時東区淡路町二丁目（現・中央区淡路町一丁目）にあった大阪市立汎愛高等学校を合併し、東高等学校の北校舎とした。しかし汎愛高校側は再独立を希望し、2年後の1952年に大阪市立汎愛高等学校が独立・再開校している。
1952年には家庭技芸科（1963年被服科に改称）を併設した。しかし1978年に被服科を募集停止し、普通科単科となった。
1948年には定時制課程を設置した。定時制課程は1953年に独立校となり、大阪市立東第二高等学校と称した。東高校・東第二高校は当時、時間差で校舎を共有していた。

### 京橋東野田へ移転
1960年代から1970年代には、校舎の老朽化や敷地の狭さなどから教育活動に支障が出るとの意見があがり、当時の学校関係者が関係各機関へ陳情した。大阪市は1973年、33億3700万円を投じ大阪大学工学部跡地約1万坪を取得した。
同様に敷地が狭く校舎が老朽化していた大阪市立東商業高等学校と当校の2校移転案が市教育委員会から提示され、一時は「東・東商業2校を統合した上で移転」案も取り沙汰されたが、東高等学校単独での移転が1977年に決定した。
1979年に東野田の地に移転し、現在地での教育活動を開始した。東野田の新敷地は、久太郎町の旧敷地の10倍の広さになったとされる。なお旧校舎跡は、東商業高等学校の校舎建て替えに伴う仮校舎として使用されたのち、中央区役所となっている。

### 理数科・英語科の設置
大阪市立の高等学校では1970年代から学校特色化の方向の検討が始まり、1980年代以降「意欲的で目的意識の明確な生徒の入学により学校が活性化することをねらい」として、府立高等学校とは異なった形での学校特色化の動きが具体化した。市立の普通科系高等学校では普通科目を深化させて学ぶ専門学科設置の動きが生まれた。
東高等学校では1991年に理数科、1994年に英語科をそれぞれ新設した。1991年に設置された理数科は、大阪府内の公立高等学校としては初めての設置となった。1994年度以降は、普通科とあわせて3学科体制になっている。

### 府立移管へ
2010年代になると、大阪市立の高等学校全校を大阪府に移管する構想が浮上した。移管方針が2019年に具体化し、2020年12月に大阪市会および大阪府議会で移管に関連する条例が可決された。
大阪市立の高等学校全校は2022年度より大阪府に移管されることになり、これに伴い2022年4月1日付で大阪府立東高等学校に改称した。

### 年表
- 1922年12月23日 - 区会において女子実業学校設立に関する件が可決
- 1923年2月27日 - 大阪市立東区女学校設置の件認可
- 1923年5月12日 - 開校式を挙行
- 1926年7月15日 - 校名が大阪市立高等東女学校と改称
- 1941年3月12日 - 大阪市立東高等女学校と改称
- 1948年4月1日 - 大阪市立船場高等女学校と合併。同日学制変更により大阪市立東高等学校と改称
- 1948年6月 - 大阪市立汎愛高等学校と男女交流
- 1948年9月19日 - 定時制課程を併設
- 1950年4月1日 - 大阪市立汎愛高等学校が合併
- 1952年4月1日 - 大阪市立汎愛高等学校が分離独立
- 1953年4月1日 - 定時制課程が独立し東第二高等学校創設
- 1963年4月1日 - 家庭技芸科を被服科と改称
- 1978年3月7日 - 被服科の募集停止
- 1979年4月1日 - 現在地に移転
- 1991年4月1日 - 理数科併設。コープランド・カレッジ（オーストラリア）、ブリーム・ベイ・カレッジ（ニュージーランド）と姉妹校となる
- 1994年4月1日 - 英語科併設
- 2011年4月8日 - スーパーサイエンスハイスクール校に指定
- 2022年4月1日 - 大阪府に移管。大阪府立東高等学校に改称

## 出身者
- 東佳弘 - 陸上選手
- 伊川義則 - 元プロ野球選手
- 久保田カヨ子 - 教育評論家
- こうのきよし - タレント・構成作家、大阪府高槻市議会議員
- 堀江良信　-　フリーアナウンサー
- 増田由紀夫 - 俳優
- 平田雅之- 元医師、オウム真理教幹部
- 島谷恵介 - ピアニスト、作曲家、指揮者

## 対外関係

### 海外姉妹校
- オーストラリア Melba Copland Secondary School[10]
- ニュージーランド Bream Bay College[10]
- 台湾 高雄市立瑞祥髙級中學[10]
- 台湾 高雄市立前鎮髙級中學[10]

## 交通
- JR西日本大阪環状線・学研都市線、京阪本線、Osaka Metro長堀鶴見緑地線京橋駅より北西へ約500m
- 京阪バス・京阪京橋バス停より北西へ約500m
- JR東西線・大阪城北詰駅より北東へ約700m
- 大阪シティバス・都島区役所前バス停・東野田バス停よりすぐ